# Вальдерас (Леон)
Вальдерас (ісп. Valderas) — муніципалітет в Іспанії, у складі автономної спільноти Кастилія-і-Леон, у провінції Леон. Населення — 2014 осіб (2010).
Муніципалітет розташований на відстані близько 240 км на північний захід від Мадрида, 60 км на південь від Леона.

## Демографія
Динаміка населення (INE ):

## Галерея зображень

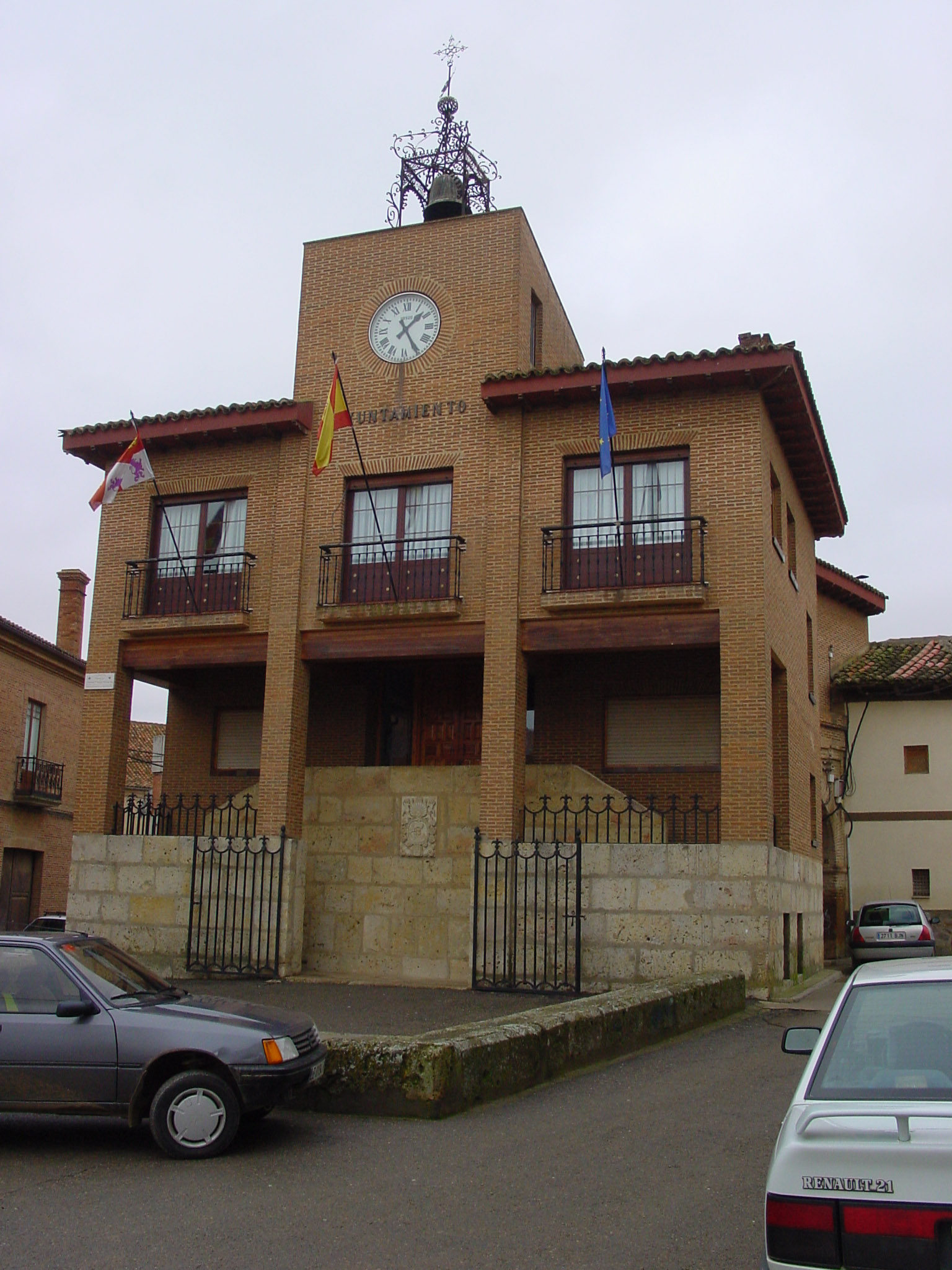
Будинок муніципальної ради
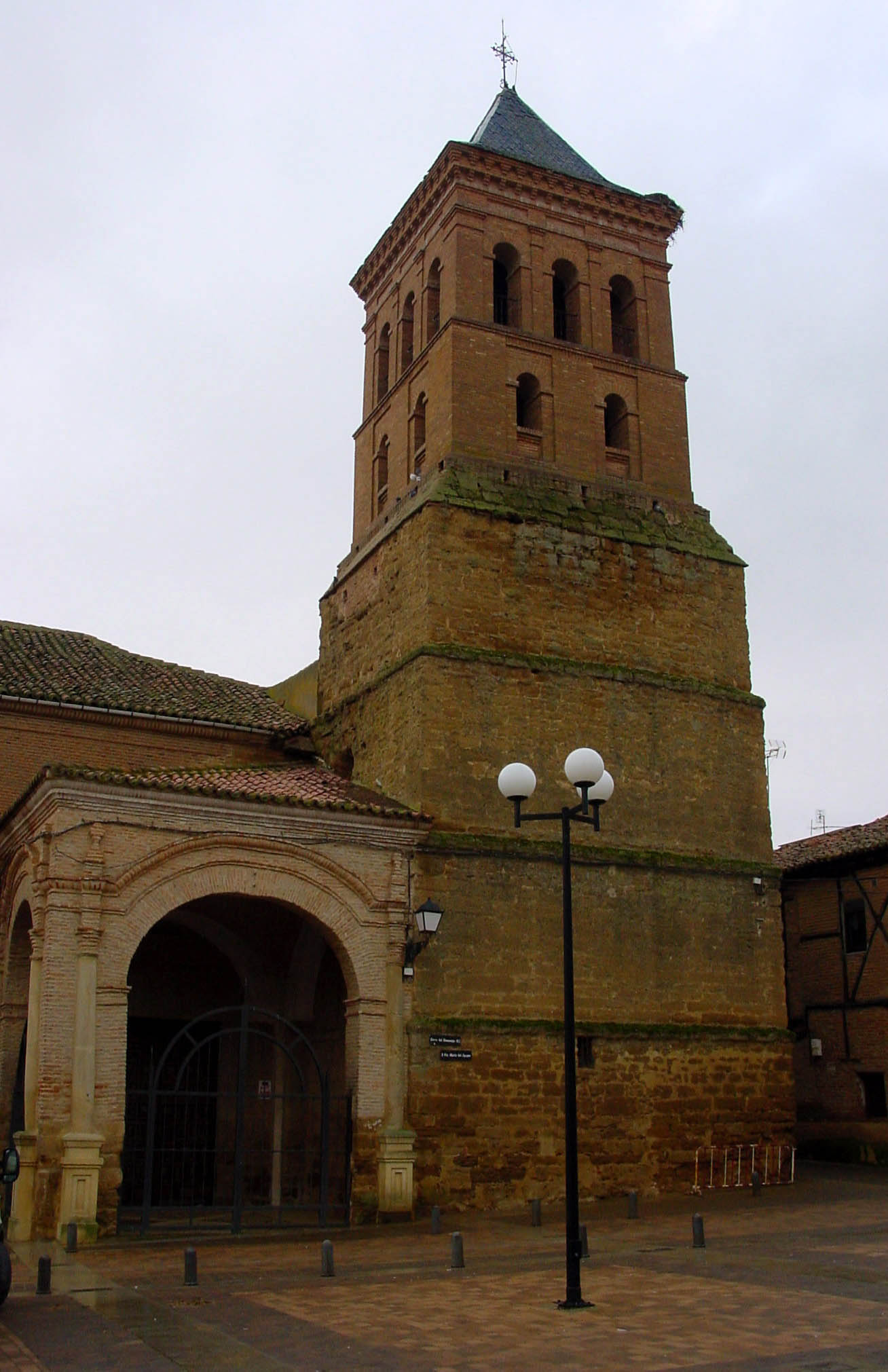
Церква Санта-Марія-дель-Асоге
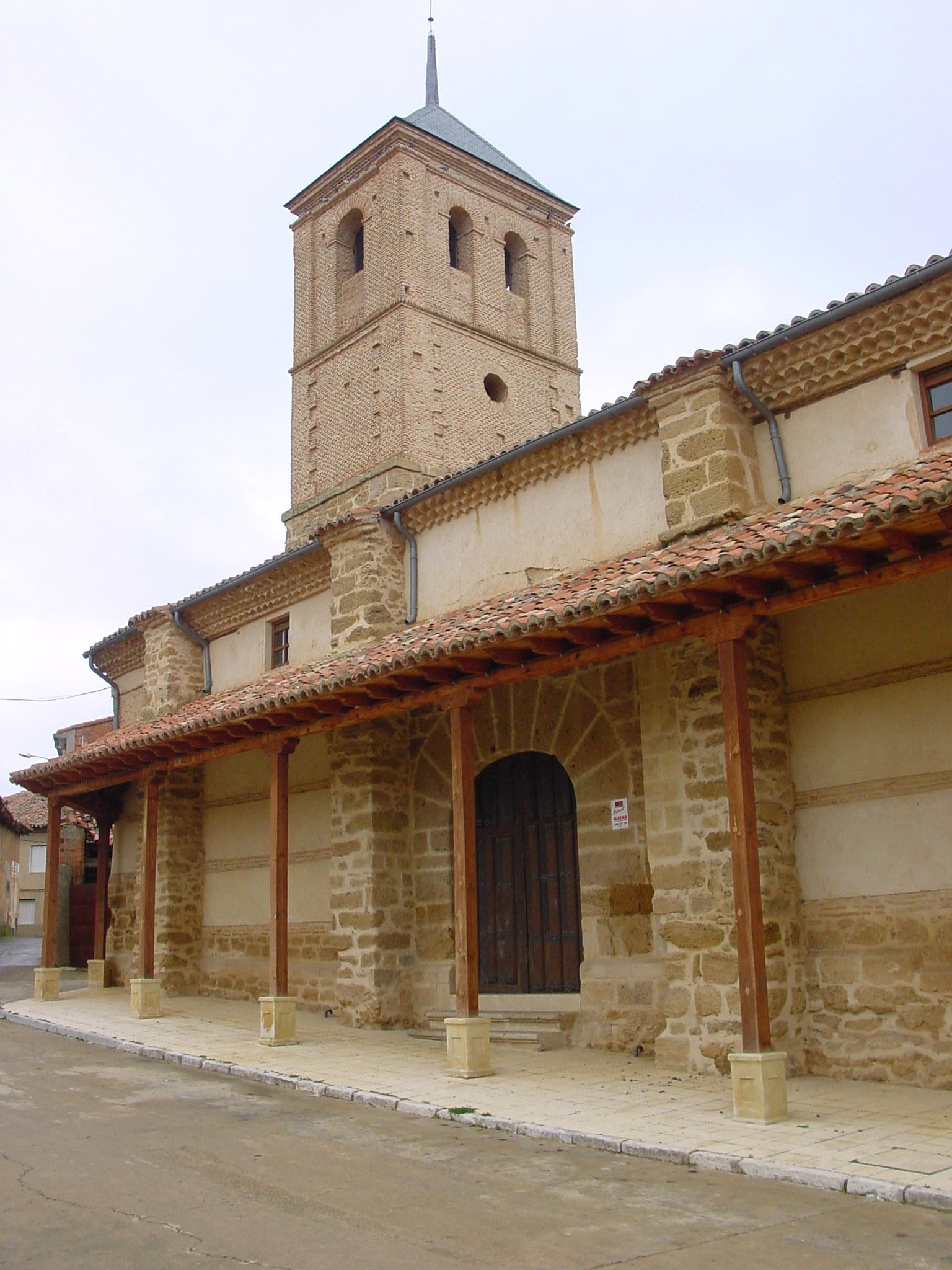
Церква Сан-Хуан